# Rhabdosargus
Rhabdosargus es un género de peces de la familia Sparidae, del orden Perciformes. Este género marino fue descrito científicamente en 1933 por Henry Weed Fowler.

## Especies
Especies reconocidas del género:
- Rhabdosargus globiceps Valenciennes, 1830
- Rhabdosargus haffara Forsskål, 1775
- Rhabdosargus holubi Steindachner, 1881
- Rhabdosargus niger F. Tanaka & Iwatsuki, 2013[1]
- Rhabdosargus sarba Forsskål, 1775
- Rhabdosargus thorpei M. M. Smith, 1979